# Gaudeamus igitur
(prima strofa dell'inno)

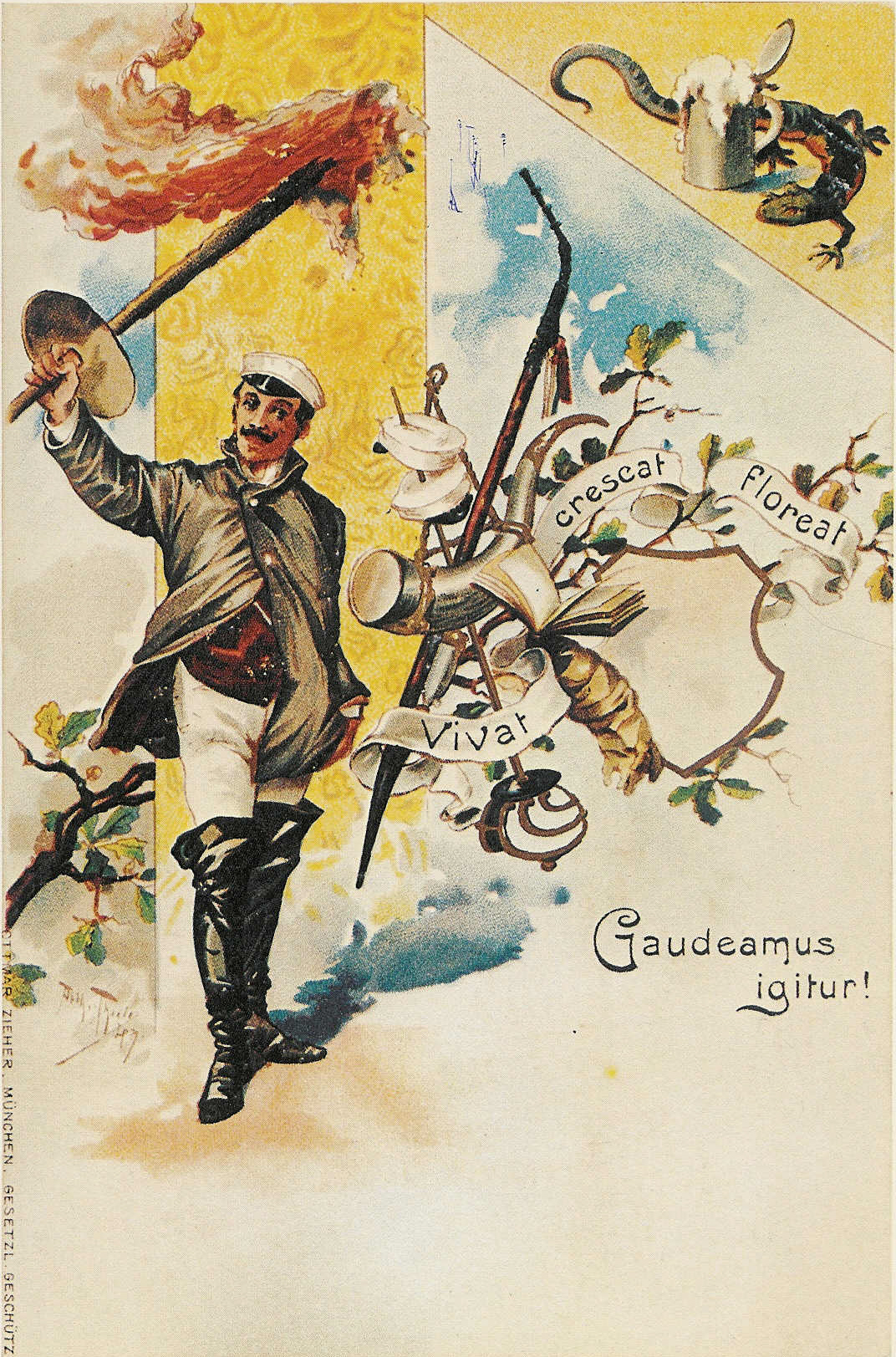
Cartolina postale tedesca del 1898

De brevitate vitae, più conosciuto come Gaudeamus igitur, o anche solo Gaudeamus, è l'inno internazionale della goliardia. Il suo testo in latino ricorda da vicino le scanzonate considerazioni dei clerici vagantes medievali, studenti che celebravano una gioventù da vivere giorno per giorno in libertà. È tuttora considerato l'inno internazionale degli studenti universitari. Nel 1959 è stato scelto come inno dell'Universiade.
Gaudeamus igitur, iuvenes dum sumus, generalmente abbreviato in gaudeamus igitur è una locuzione latina che significa, alla lettera, "godiamo ordunque, mentre siam giovani". Gaudeamus è un congiuntivo di modo esortativo: l'espressione viene solitamente usata come conclusione di un ragionamento che esalti la gioventù e la felicità, e invita a godere della vita ed essere felici finché si è nel fiore degli anni.

## Origini e storia
Il testo e la melodia dell'inno hanno origini distinte e una storia controversa.

### Il testo
Presso la Biblioteca nazionale di Francia (Parigi) è conservato il manoscritto di un inno latino dal titolo Scribere proposui datato 1267, opera di Strada, vescovo di Bologna, in cui appaiono i versi 2-3 della prima strofa di Gaudeamus igitur, ma non ci è dato sapere se questi due versi siano stati di ispirazione per l'inno degli studenti o se, al contrario, l'inno Scribere proposui riporti una citazione di Gaudeamus igitur. Tale inno è provvisto di notazione melodica, ma non riproduce il profilo melodico a noi noto.
Il testo latino attuale è opera di Christian Wilhelm Kindleben che lo pubblicò nel 1781 in Studentenlieder, Halle, 1781, p. 52.
Egli raccolse come canovaccio gli appunti manoscritti da un quaderno dei suoi compagni di studi, datato tra il 1723 e il 1750, conservato oggi presso la Westdeutsche Bibliothek di Marburgo.
Tali manoscritti sono sensibilmente differenti dal testo finale di Kindleben.
Ma già nella "Sammlung Johann Christian Günthers" (Frankfurt und Leipzig, 1730) circolava un testo in tedesco datato 1717 (senza musica), che appare come traduzione del Gaudeamus igitur e che comincia con il verso "Brüder laßt uns lustig sein".

### La melodia
La prima stampa a noi nota dell'attuale melodia è in Lieder für Freunde der Geselligen Freude, Leipzig, 1788, p. 24, ed accompagna il testo tedesco di Günther.
Ma già nel 1782 la melodia doveva essere così nota che August Niemann, nell'Akademisches Liederbuch, adattò alla medesima metrica dell'inno altre tre poesie.
La prima apparizione di testo latino unito alla melodia risale alla messa in scena dell'opera Doktor Faust di Ignaz Walter, eseguita nel 1797 a Brema: in essa degli studenti in una taverna cantano Gaudeamus igitur.
La divulgazione della melodia presso il vasto pubblico ricevette un notevole contributo dalla sua inclusione nella "Akademische Fest-Ouverture" per orchestra di Johannes Brahms, pubblicata nel 1881.

## Testo e traduzione
Il testo qui riportato è quello di Kindleben (1781), di cui oggi circolano diverse varianti ed ampliamenti (nell'inno della goliardia italiana, la seconda e la terza strofa sono invertite e antecede la frase "post iucundam juventutem" a "post molestam senectutem").
| Gaudeamus igitur, Iuvenes dum sumus, Post iucundam iuventutem Post molestam senectutem Nos habebit humus. Ubi sunt, qui ante nos In mundo fuere, Vadite ad superos, Transite ad inferos, Ubi jam fuere. Vita nostra brevis est, Brevi finietur, Venit mors velociter, Rapit nos atrociter, Nemini parcetur. Vivat Academia, Vivant Professores, Vivat membrum quodlibet, Vivant membra quaelibet, Semper sint in flore! Vivant omnes virgines Faciles, formosae Vivant et mulieres Tenerae, amabiles, Bonae, laboriosae. Vivat et respublica, Et qui illam regit, Vivat nostra civitas, Mecaenatum caritas, Quae nos hic protegit. Pereat tristitia, Pereant osores, Pereat diabolus, Quivis Antiburschius, Atque irrisores. | Godiamo dunque, finché siamo giovani; dopo l'allegra giovinezza dopo la scomoda vecchiaia ci riceverà la terra. Dove sono quelli che prima di noi furono nel mondo? Andate verso i cieli, passate per gli inferi, dove essi già prima sono stati. La nostra vita è breve, in breve finirà, arriva la morte rapidamente, ci porta via atrocemente, non risparmierà nessuno. Evviva l'accademia, evviva i professori, viva qualunque membro, viva tutti i membri, siano sempre in pieno vigore! Viva tutte le ragazze disponibili, attraenti; viva anche le donne tenere, amabili, buone, laboriose. Viva anche lo Stato, e chi lo governa, viva la nostra città, la generosità dei mecenati, che qui ci protegge. Alla malora la tristezza, alla malora chi ci odia, alla malora il diavolo, chiunque sia contro gli studenti, ed i denigratori. |